# متحف نانت للفنون الجميلة
متحف نانت للفنون الجميلة (Musée des Beaux-Arts de Nantes) تم إنشاء المتحف بموجب مرسوم قنصلي في	31-أغسطس-1801 ،واليوم يعتبر المتحف واحد من أكبر المتاحف في فرنسا .
تم تسجيل الواجهات والأسقف والسلالم في المبنى الذي يضم المجموعات الفنية كآثار تاريخية منذ 29أكتوبر 1975.
في 18 ديسمبر 2011 أغلق المتحف أبوابه نظراً للمشاكل المرتبطة بأكتشاف المياه الجوفية في الأساسات والتي تتطلب ما يقرب أربع سنوات من العمل الأضافي ولقد تم تأجيل إعادت فتح المبنى بأكمله (الذي أعيدة تسميته "متحف الفن في نانت") حتى 23 يونيو 2013.